# Lena Belkina
Lena Belkina, född 27 november 1987 i Tasjkent, Sovjetunionen, är en ukrainsk operasångerska (mezzosopran). Hon var mellan 2009 och 2012 del av ensemblen på Leipzigoperan och mellan 2012 och 2014 del av ensemblen på Wiener Staatsoper.